# كريبانط رؤيسي
كريبانط رؤيسي (الاسم العلمي:Cryptanthus capitatus) هو نوع من النباتات يتبع جنس الكريبانط من الفصيلة البروميلية.